# Плезант-Веллі (містечко, Нью-Йорк)
Плезант-Веллі (англ. Pleasant Valley) — місто (англ. town) в США, в окрузі Дачесс штату Нью-Йорк. Населення — 9799 осіб (2020).

## Демографія
Згідно з переписом 2010 року, у місті мешкали 9672 особи в 3765 домогосподарствах у складі 2658 родин. Було 4049 помешкань
Расовий склад населення:
| - 92,6 % — білих - 2,9 % — чорних або афроамериканців - 1,1 % — азіатів - 0,2 % — корінних американців |

До двох чи більше рас належало 2,3 %. Частка іспаномовних становила 4,7 % від усіх жителів.
За віковим діапазоном населення розподілялося таким чином: 23,2 % — особи молодші 18 років, 64,7 % — особи у віці 18—64 років, 12,1 % — особи у віці 65 років та старші. Медіана віку мешканця становила 42,3 року. На 100 осіб жіночої статі у місті припадало 95,6 чоловіків;  на 100 жінок у віці від 18 років та старших — 94,1 чоловіків також старших 18 років.
Середній дохід на одне домашнє господарство  становив 88 630 доларів США (медіана — 77 750), а середній дохід на одну сім'ю — 103 296 доларів (медіана — 87 449). Медіана доходів становила 64 216 доларів для чоловіків та 46 241 долар для жінок. За межею бідності перебувало 8,2 % осіб, у тому числі 4,7 % дітей у віці до 18 років та 10,6 % осіб у віці 65 років та старших.
Цивільне працевлаштоване населення становило 5094 особи. Основні галузі зайнятості: освіта, охорона здоров'я та соціальна допомога — 26,9 %, роздрібна торгівля — 13,5 %, науковці, спеціалісти, менеджери — 9,5 %, будівництво — 8,4 %.